# Sułkowice (gmina)
Sułkowice – gmina miejsko-wiejska w województwie małopolskim, w powiecie myślenickim. W latach 1975–1998 gmina położona była w województwie krakowskim.
Siedziba gminy to Sułkowice.
Według danych z 30 czerwca 2004 gminę zamieszkiwało 13 640 osób.

## Struktura powierzchni
Według danych z roku 2002 gmina Sułkowice ma obszar 60,53 km², w tym:
- użytki rolne: 51%
- użytki leśne: 36%

Gmina stanowi 8,99% powierzchni powiatu.
Gmina Sułkowice obejmuje miasto Sułkowice i 4 sołectwa: Biertowice, Harbutowice, Krzywaczka, Rudnik.

## Demografia

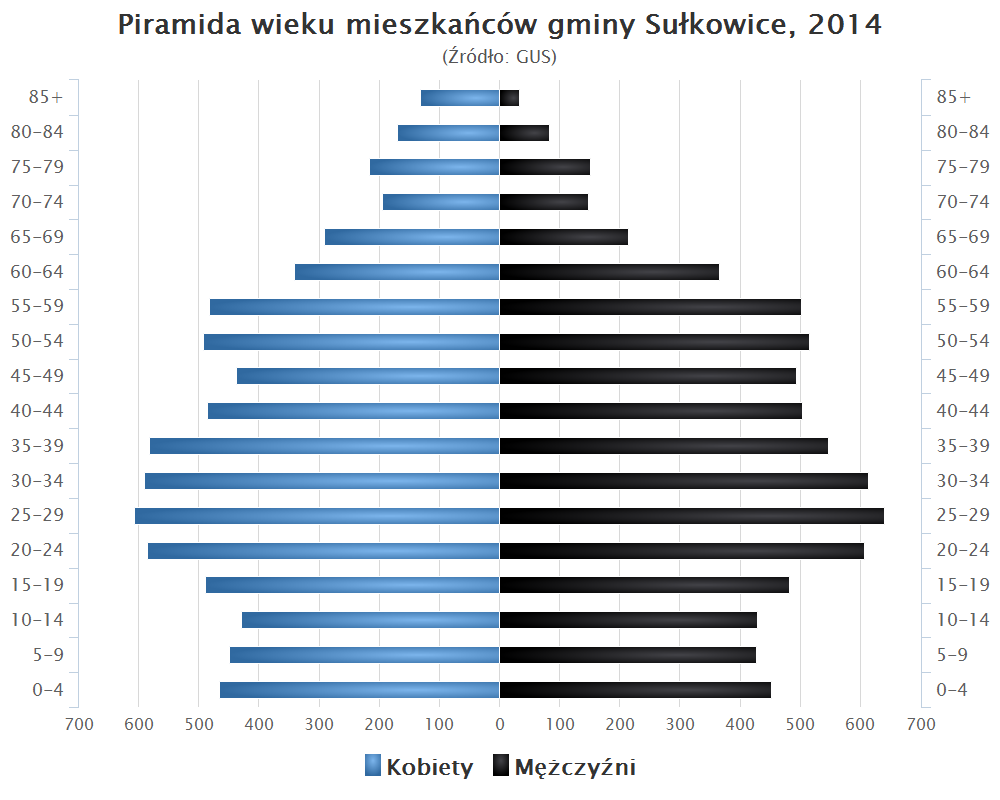
Piramida wieku mieszkańców gminy Sułkowice w 2014 roku

Dane z 30 czerwca 2004:
| Opis                              | Ogółem | Ogółem | Kobiety | Kobiety | Mężczyźni | Mężczyźni |
| --------------------------------- | ------ | ------ | ------- | ------- | --------- | --------- |
| jednostka                         | osób   | %      | osób    | %       | osób      | %         |
| populacja                         | 13 640 | 100    | 6864    | 50,3    | 6776      | 49,7      |
| gęstość zaludnienia (mieszk./km²) | 225,3  | 225,3  | 223,5   | 223,5   | 111,9     | 111,9     |

## Sąsiednie gminy
Budzów, Lanckorona, Myślenice, Pcim, Skawina